# Майани, Джузеппе
Джузеппе «Пиппо» Майани (итал. Giuseppe "Pippo" Maiani; 5 ноября 1924, д. Чербайола, Монтеджардино, Сан-Марино — 12 мая 2016) — сан-маринский антифашист и государственный деятель, капитан-регент Сан-Марино (1955—1956 и 1982).

## Биография
Родился в крестьянской семье, которая придерживалась антифашистских взглядов. В годы Второй мировой войны участвовал в партизанском движении в рядах V Гарибальдийской бригады в районе Монтефельтро.
В 1946 году эмигрировал во Францию и работал шахтёром в шахте Фолкемонн, но несколько месяцев спустя вернулся в Сан-Марино.
Член Сан-маринской коммунистической партии. Также входил в состав Национальной ассоциации итальянских партизан.
В 1955—1956 годах — капитан-регент Сан-Марино. После событий 1957 года, связанных с вытеснением коммунистов из правительства страны (Fatti di Rovereta) (1957) был приговорён к 15 годам общественных работ. Был вынужден эмигрировать в Швейцарию, работал в Женеве посудомойщиком, но уже в 1961 году вернулся на родину.
В 1982 году — капитан-регент Сан-Марино.
После распада коммунистической партии присоединился к Сан-маринской прогрессивной демократической партии, а затем к Партии социалистов и демократов.
Умер 12 мая 2016 года в возрасте 91 года.